# Exartema japonicum
Exartema japonicum är en fjärilsart som beskrevs av Walsingham 1900. Exartema japonicum ingår i släktet Exartema och familjen vecklare. Inga underarter finns listade i Catalogue of Life.